# Rosemary Ribeiro
Rosemary Peres Ribeiro (, 17 de março de 1958) é uma nadadora brasileira, que participou de uma edição dos Jogos Olímpicos pelo Brasil.

## Trajetória esportiva
Aos 13 anos de idade participou dos Jogos Pan-Americanos de 1971 em Cali, onde ganhou uma medalha de bronze no revezamento 4x100 metros livre, e chegou em quinto lugar nos 200 metros medley.
Participou do Campeonato Mundial de Esportes Aquáticos de 1973 em Belgrado, o primeiro mundial de natação, onde terminou em 18º lugar nos 100 metros borboleta.
Em 1974 quebrou o recorde sul-americano dos 100 metros livre, com o tempo de 1m00s40.
Participou do Campeonato Mundial de Esportes Aquáticos de 1975 em Cali. Nos 200 metros borboleta fez o tempo de 2m23s24, perto do seu recorde pessoal de 2m22s06, mas não foi à final  e nos 100 metros livre terminou em 20º lugar, com o tempo de 1m01s91.
Nos Jogos Pan-Americanos de 1975, na Cidade do México, ela ganhou duas medalhas de bronze: nos 200 metros borboleta e no revezamento 4x100 metros livre. Também terminou em sexto lugar nos 100 metros livre, e sexto lugar nos 100 metros borboleta.
Nas Olimpíadas de 1976 em Montreal, nadou os 100 metros borboleta e os 200 metros borboleta, não chegando à final das provas.
Nos Jogos Pan-Americanos de 1983 em Caracas, terminou em oitavo lugar nos 100 metros borboleta.